# ایرینی یونیدو
ایرینی یونیدو (انگلیسی: Irini Ioannidou؛ زادهٔ ۱۱ ژوئن ۱۹۹۱) بازیکن فوتبال اهل آلمان است.
از باشگاه‌هایی که در آن بازی کرده‌است می‌توان به باشگاه فوتبال اس‌جی‌اس اسن و باشگاه فوتبال اف‌سی‌آر ۲۰۰۱ دویسبورگ اشاره کرد.
وی همچنین در تیم‌های ملی فوتبال Germany women's national youth football team، و Germany women's national youth football team، و Germany women's national youth football team، بازی کرده‌است.